# Clubiona abbajensis
Clubiona abbajensis là một loài nhện trong họ Clubionidae.
Loài này thuộc chi Clubiona. Clubiona abbajensis được Embrik Strand miêu tả năm 1906.